# Caso Nahir Galarza
O Caso Nahir Galarza foi um processo judicial argentino, chamado em seu expediente de "Galarza, Nahir Mariana s/homicidio doblemente agravado", no qual Nahir Mariana Galarza (nascida em 11 de setembro de 1998) foi acusada do assassinato de Fernando Pastorizzo (nascido em 3 de janeiro de 1997), ocorrido em 29 de dezembro de 2017, na cidade de Gualeguaychú, província de Entre Rios, Argentina, onde ambos residiam. O caso teve ampla cobertura e repercussão tanto nos meios nacionais argentinos como nos internacionais.
Galarza foi condenada em primeira instância a prisão perpétua por homicídio, agravado pela circunstância de ela estar em uma união estável. É a mulher mais jovem a ser condenada à prisão perpétua na Argentina.

## Contexto
Nahir Galarza nasceu em 11 de setembro de 1998, filha de Yamina Kroh e de Marcelo Galarza, que trabalhava como oficial da polícia provincial. Na época do crime, Nahir cursava o primeiro ano de Direito na Universidad de Concepción del Uruguay e jogava hockey na grama, o que influenciou consideravelmente no caso, pois tornou sua atitude mais agressiva.
Quando ela tinha 16 anos, houve uma denúncia de sequestro após ela ficar desaparecida por um dia, sendo ela menor de idade, mas logo se descobriu que o suposto sequestro se tratava de uma farsa.

## Antecedentes
Nahir e Fernando Gabriel Pastorizzo, nascidos respectivamente em 1998 e 1997, residiam em Gualeguaychú, cidade com uma população de cerca de 100.000 habitantes a 25 km a oeste da fronteira com o Uruguai. Por volta de 2012 começou um relacionamento com Pastorizzo cuja natureza foi um dos temas debatidos, pois a defesa sustentava que os dois somente tinham encontros ocasionais para ter relações sexuais, enquanto a acusação afirmava que eles constituíam um casal, embora não vivessem juntos, e esta última foi a tese aceita pela justiça. Em janeiro de 2018, os investigadores confirmaram, por meio de mensagens de texto e algumas fotografias de Pastorizzo e Nahir juntos à família dela, que os dois fizeram uma viagem ao Brasil no verão de 2016, o que fortaleceria a tese de união estável, além de confirmar que a família de Galarda conhecia Pastorizzo, pois haviam declarado que o jovem era um desconhecido.
Outro tema vinculado ao caso foi o das características nas quais se desenvolveu a relação, já que alguns elementos de juízo (mensagens de texto, publicações no Twitter, testemunhos, entre outros) apontavam que ela esteve repleta de violência e constantes separações e reconciliações momentâneas. A família de Nahir declarou que era Nahir que recebia violência por parte de Pastorizzo. A mãe de Nahir, Yamina Kroh, disse que a defesa e a acusação mantiveram posições opostas, pois para a primeira o violento havia sido a vítima e para a segunda a violência procedia da acusada. No entanto, o tribunal descartou que Nahir tenha sofrido violência por parte de Fernando. O Tribunal Superior de Justiça de Entre Ríos afirmou que "a defesa de Nahir Galarza quis demonizar a vítima". Sobre esta questão também houve inúmeros comentários, opiniões e declarações contrárias —algumas provenientes de familiares e amigos de ambos— que foram publicados em meios de comunicação tais como redes sociais.

## O crime
Fernando Pastorizzo foi assassinado na madrugada de terça-feira, 26 de dezembro de 2017, na rua General Paz entre Artigas y Pueyrredón, bairro Tomás de Rocamora, em Gualeguaychú, ao receber dois disparos de arma de fogo. O corpo foi encontrado no chão, ao lado de sua motocicleta, sem exibir sinais de que se tratava de um roubo. Pouco antes de ser assassinado, estava levando Nahir na garupa. A garota depois voltou umas 20 quadras a pé até sua casa.
Depois que o cadáver de Pastorizzo foi encontrado pela manhã, Nahir publicou em suas redes sociais uma foto dela e Fernando com o seguinte texto:
Na manhã do dia seguinte, Nahir reconheceu a autoria do crime a seus pais primeiro e ante as autoridades depois. Disse que tinha disparado com a arma de seu pai, uma pistola 9 mm, que tinha levado consigo, e que depois a restituiu ao lugar onde a tinha pegado sem que seu pai percebesse nada, e que primeiro disparou em Fernando nas costas e depois no peito.
Em um vídeo obtido pela polícia de uma câmera de segurança privada, se vê uma pessoa muito similar a Galarza, caminhando às 05h22 da madrugada (horário local) a aproximadamente seis quadras de onde foi encontrado o corpo de Pastorizzo. Para o promotor, o vídeo foi uma peça chave que situou Galarza na cena do crime, ainda que a família da acusada tenha negado que a pessoa do vídeo fosse ela.
Galarza foi imputada pelo promotor por "homicídio agravado por vínculo" e ela foi presa preventivamente, ficando nesta condição até sua condenação.

## Sentença
Nahir Galarza foi condenada em primera instância a prisão perpétua em 3 de julho de 2018 por ser considerada culpada de homicídio agravado, que corresponde a quem mata a pessoa com quem mantém ou manteve uma relação de união estável, com ou sem convivência. O tribunal rejeitou, no entanto, os agravantes por utilização de arma de fogo e por traição que a promotoria e os queixantes haviam solicitado. Esta pena significa que ela deverá cumprir efetivamente pelo menos 35 anos de prisão.
Galarza é até o momento a mulher mais jovem a ter recebido uma sentença de prisão perpétua na Argentina (ela tinha 19 anos, 7 meses e 21 dias), mas não é a mulher mais jovem até o momento a ter cometido o ato punível com essa sentença, pois em 2016, também na província de Entre Ríos, Paula Araceli Benítez recebeu a mesma condenação pelo homicídio de sua mãe cometido quando ela tinha 18 anos em abril de 2015, mas no momento de sua condenação era apenas alguns dias mais velha que Galarza (tinha 19 anos, 8 meses e 1 dia).
A sentença foi baseada em provas obtidas de testemunhas e de documentos (como fotografias, mensagens telefônicas e na internet etc.) para concluir que havia uma relação de união estável na perícia para rejeitar que os disparos haviam sido acidentais (segundo o perito, no primeiro havia uma probabilidade de 50% de acidente, mas o segundo tiro foi claramente intencional, a 50 centímetros do falecido). Finalmente, considerou-se que não havia provas de que Pastorizzo agredia sua namorada, assim rejeitando este atenuante solicitado pela defesa.
Em 4 de setembro de 2018, foi anunciado que Galarza seria transferida para uma penitenciária comum de mulheres, a Unidade Penal 6 de Paraná, após superar o prazo máximo que um preso pode ficar numa delegacia de polícia. Assim, passou oito meses na Delegacia do Menor e da Mulher. Finalmente, em 10 de setembro, o Serviço Penitenciário entrerriano efetivou a transferência de Nahir Galarza para a Unidade Penal N.° 6 Concepción Arenal em Paraná. Esta é a única penitenciária feminina na província de Entre Ríos, onde Galarza convive com outras nove detentas.
Em agosto de 2019, a Câmara de Cassação Penal de Concordia rejeitou o apelo feito pela defesa de Nahir. Assim, confirmou-se a condenação de prisão perpétua. Neste mesmo ano, soube-se que Galarza, entre outras atividades carcerárias, se dedica a estudar psicologia.
Em março de 2020, o Tribunal Supremo de Justiça de Entre Ríos rejeitou a impugnação da condenação de prisão perpétua imposta a Nahir Galarza. No total, a defesa de Nahir Galarza fez dois apelos, ambos rejeitados.
Em janeiro de 2022, Galarza mudou de advogada e com apoio de sua mãe Yanina Kroh, denunciou seu pai Marcelo Galarza, mas esta denúncia foi rejeitada. Mesmo assim, há uma ordem de restrição que impede Marcelo Galarza de se aproximar de sua ex-esposa Kroh e da unidade penitenciária onde reside sua filha.
A Corte nacional é o último e único meio de apelo que a defesa de Nahir tem para tentar reverter a prisão perpétua.

## Repercussão

O assassinato do jovem Pastorizzo teve uma ampla cobertura por parte dos meios de imprensa nacionais e também alguns estrangeiros. Esteve nas manchetes de vários jornais e em programas de notícias em emissoras de rádio e televisão. A família Galarza contratou apenas alguns dias depois do ato um agente de relações públicas que proporcionou à imprensa algumas fotografias da acusada de quando era bebê.
O caso também foi o foco de opiniões em várias redes sociais. As contas pessoais de Nahir se encheram de mensagens tanto de apoio como de repúdio. Sua conta do Instagram foi encerrada após a sua prisão, mas doze dias depois, na terça-feira, dia 10 de janeiro, voltou à atividade e em apenas vinte e quatro horas superou os 30.000 seguidores. Houve algumas mudanças: a conta deixou de seguir a três outros perfis e as fotos em que apareciam a acusada e a vítima foram borradas. Um dia depois, no entanto, o perfil foi eliminado novamente. Logo depois, começaram a aparecer múltiplas contas com fotos de Galarza feitas por seus seguidores.
Em 2 de janeiro de 2018, foi realizada em frente aos tribunais de Gualeguaychú uma marcha de centenas de pessonas com cartazes com fotos da vítima, Fernando Pastorizzo, em protesto contra as condições de privilégio nas quais se encontrava detida a assassina, Nahir Galarza.
Em 3 de janeiro de 2018, data em que Pastorizzo completaria 21 anos, amigos e familiares publicaram nas redes sociais uma mensagem e fotografias com recordações, pedidos de justiça e comentários de repúdio contra Galarza.
Em 10 de julho de 2018, o grupo Todo preso es político convocou uma concentração em frente à Casa de Entre Ríos de Buenos Aires para exigir a "liberdade imediata" de Nahir Galarza, com slogans tais como "Morte ao macho não é só uma metáfora, o medo vai mudar de bando". Este grupo atribui à "violência heteropatriarcal" e o "feminismo hegemônico" e considerou que "nos últimos seis meses Nahir Galarza sofreu uma verdadeira caça às bruxas protagonizada pelos meios de comunicação, o poder judicial e a comumente denominada opinião pública".

## Representações

### Televisão
- Em janeiro de 2022, foi anunciada uma série chamada Nahir: la historia desconocida na HBO Max, baseada no livro Nahir. La historia desconocida de Mauro Szeta e Mauro Fulco.[47] Até o momento, a série não estreou.
- Em junho de 2024, estreou Nahir, el secreto de un crimen, um documentário de dois episódios no Prime Video que aborda o caso sob pontos de vista diferentes e reúne testemunhos da jovem, seus pais, amigos e a família de Fernando Pastorizzo.[48]

### Filme
- Em maio de 2024, estreou na Amazon Prime Video o filme Nahir, com Valentina Zenere no papel de Nahir.[49]